# North Somerset
North Somerset é uma zona de autoridade unitária em Inglaterra. A sua área cobre parte do condado cerimonial de Somerset, mas é administrado de forma independente do condado não-metropolitano. A sua sede fica situada na câmara municipal de Weston-super-Mare.
North Somerset faz fronteira com as áreas de administração local de Bristol, Bath and North East Somerset, Mendip e Sedgemoor. North Somerset contém os círculos eleitorais de Weston-super-Mare e North Somerset.